# Prosopocera somalica
Prosopocera somalica là một loài bọ cánh cứng trong họ Cerambycidae.